# 沙特阿拉伯魮
沙特阿拉伯魮（学名：Carasobarbus apoensis）为輻鰭魚綱鯉形目鲤科的其中一種，分布於亞洲沙烏地阿拉伯Wadi Dawasir河流域，體長可達21.3公分，棲息在中底層水域。